# Parque Nacional de São Joaquim
O Parque Nacional de São Joaquim é uma unidade de conservação brasileira de proteção integral da natureza, localizado nas regiões Serrana e Sul do estado de Santa Catarina, com território distribuído pelos municípios de Bom Jardim da Serra, Grão-Pará, Lauro Müller, Orleans e Urubici.

## Histórico
Criado em 6 de julho de 1961 através do decreto N.° 50.922, a administração do parque está atualmente a cargo do Instituto Chico Mendes de Conservação da Biodiversidade (ICMBio).

## Geografia
O parque tem 49 300 ha e está ligado na porção oeste ao parque estadual da Serra Furada. Juntos, ambos os parques somam 50 630 ha de área protegida.
O embasamento do parque é de Arenito, resultante da divisão dos continentes e de Basalto, rochas vulcânicas que datam do período Hauteriviano, com aproximadamente 133 milhões de anos.
As nascentes dos rios que formam as bacias do Canoas, Tubarão e Pelotas ficam no interior do parque. Além disso, nele encontram-se importantes áreas de carga e descarga do Aquífero Guarani.

### Relevo
De relevo bastante irregular, com altitude variando entre 300 e 1 822 m, São Joaquim encampa desde paisagens campestres a grandes furnas e encostas recobertas de mata nativa, com desfiladeiros. As maiores altitudes ficam na região nordeste do parque, sendo que o ápice está no Morro da Igreja, com 1 822 m. Os Campos de Santa Bárbara ficam na parte central do parque e tem altitudes de até 1 650 m. O solo é predominantemente pedregoso.

### Fauna e flora
O parque está inserido no bioma da Mata Atlântica e nele, devido à sua grande abrangência, encontram-se quatro tipos de formações vegetais: floresta ombrófila densa, floresta ombrófila mista, campos de altitude e matas nebulares. Duas espécies de aves são endêmicas ao parque.

## Turismo

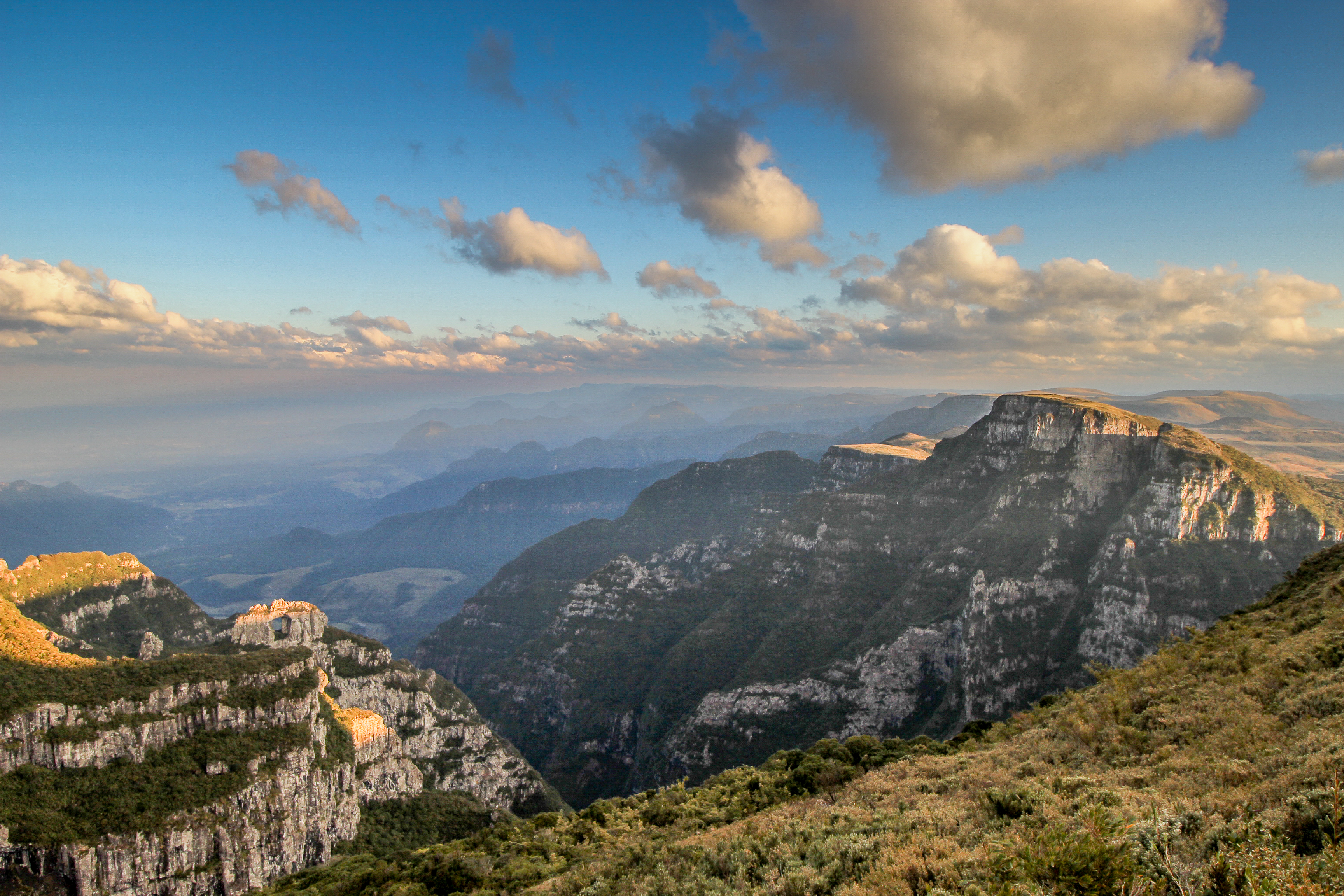
Panorama geral do parque.

### Atrações
As atrações mais conhecidas do parque nacional de São Joaquim são seu cume e uma fenda rochosa, chamada de Janela Furada ou Pedra Furada, localizados no Morro da Igreja. A Janela Furada é muitas vezes confundida com a Serra Furada, uma fenda arenítica de aproximadamente 45 m de altura e 8 m de largura, localizada a alguns quilômetros de distância no vizinho Parque Estadual da Serra Furada. Outra atração do parque é o Cânion das Laranjeiras.

### Visitação
O parque é aberto à visitação pública e não são cobradas taxas. É exigido o acompanhamento por guias credenciados para se fazer trilhas dentro da Unidade. Apesar do nome do parque remeter ao município de São Joaquim, o acesso às principais atrações se dá a partir dos municípios de Bom Jardim da Serra e Urubici. A distância de Urubici até o Morro da Igreja, por estrada pavimentada, é de 27 km. Já a partir de Bom Jardim da Serra, a 12 km do centro, pode-se visitar o Cânion Laranjeiras, na localidade de Santa Bárbara,. Porém, além do acesso ser ruim, somente para veículos fora de estrada, o mesmo se dá através de área particular e são cobrados ingressos.